# Коятиці
Коятиці або Коятіце (словац. Kojatice) — село в Словаччині, Пряшівському окрузі Пряшівського краю. Розташоване в північно-східній частині Словаччини, у Шариській височині в долині річки Велика Свинка.
Вперше згадується у 1248 році.
В селі є римо-католицький костел з 1784 року в стилі класицизму та палац-садиба з першої половини 19 століття в стилі класицизму.

## Населення
| Рік:            | 1994. | 2004.    | 2014.   | 2024.   |
| --------------- | ----- | -------- | ------- | ------- |
| Кількість осіб: | 926   | 1021     | 1078    | 1158    |
| Різниця:        |       | +10,25 % | +5,58 % | +7,42 % |

| Рік:            | 2023. | 2024.   |
| --------------- | ----- | ------- |
| Кількість осіб: | 1177  | 1158    |
| Різниця:        |       | -1,61 % |

В селі проживає 1 103 особи.